# Хисаря (община)
Община Хисаря се намира в Южна България и е една от съставните общини на област Пловдив.

## География

### Географско положение, граници, големина
Общината е разположена в северозападната част на област Пловдив. С площта си от 549,55 km2 заема 3-то място сред 18-те общините на областта, което съставлява 9,17% от територията на областта. Границите ѝ са следните:
- на север – община Карлово;
- на югоизток – община Калояново;
- на юг – община Съединение;
- на запад – община Стрелча, област Пазарджик;
- на северозапад – община Копривщица, Софийска област.

### Природни ресурси

#### Релеф
Релефът на общината е разнообразен – от равнинен в южната част, през хълмист в централната до ниско и средно планински в северната. Територията ѝ попада в пределите на Горнотракийската низина и части от Същинска Средна гора.
Южните райони на община Хисаря се заемат от крайните северните части Пазарджишко-Пловдивското поле на Горнотракийската низина, с надморска височина между 300 и 450 m. Южно от язовир Пясъчник, на границата с община Съединение, в коритото на река Пясъчник се намира най-ниската ѝ точка – 254 m н.в.
Останалите централни и северни райони на общината са заети от дългите и полегати южни склонове на Същинска Средна гора, като северната граница на общината с община Карлово преминава по билото на планината. Тук, на границата с община Карлово, в най-северната точка на общината се издига връх Шилигарка 1577 m – най-високата ѝ точка. На изток билото на Същинска Средна гора постепенно се понижава и югоизточно от село завършва при долината на река Стряма.

#### Води
В най-източната част на община Хисаря, по границата с община Карлово, на протежение от около 9 km протича част от горното течение на река Стряма.
От Същинска Средна гора извират и текат на юг множество малки реки и потоци, които навлизайки в Горнотракийската низина успокояват течението си и водите им се отклоняват в изградените напоителни системи. Около 2/3 от територията на общината попада във водосборния басейн на река Пясъчник. Тя води началото си западно от връх Шилигарка в Същинска Средна гора и до село Старосел тече на югоизток в дълбока и залесена долина. След селото завива на юг, навлиза в Горнотракийската низина и след около 5 km излива водите си в големия язовир Пясъчник. След изтичането си от язовира реката напуска пределите на общината и навлиза в община Съединение. В северозападния ръкав на язовир Пясъчник се влива река Калаващица, която протича през село Мало Крушево и води началото си от община Стрелча.
Северно от град Хисаря, под връх Карасиври извира Каварджиклийска река (24 km). Тя минава през центъра на града и южно от него пълни с водите си язовир „Синята река“. След изтичането си от язовира навлиза в Горнотракийската низина, минава през село Черничево, завива на югоизток и напуска пределите на общината, като се влива отдясно в река Стряма.

#### Фауна – видове
На територията на община Хисаря се срещат:
- представители на евросибирските видове: лин и каракуда – от рибите, саблеклюн – от птиците, воден плъх – от бозайниците;
- представители на централноевропейските видове: голям гребенест тритон, обикновен тритон, червенокоремна бумка, жълтокоремна бумка, обикновена чесновница, дъждовник – от земноводните, медянка – от влечугите, златка, дива европейска котка, лешников сънливец и обикновен сънливец – от бозайниците;
- представители на семействата: Ястребови, Соколови, Сови, Дроздове, Завирушки, Орехчеви, Сврачки, Синигери, Зидарки, Дърволазки, Стърчиопашки, Чучулиги, Врабчови, Чинки, Кълвачи, Лястовици, Щъркели и др.[1]

#### Ловни видове
Следните видове: благороден елен, елен лопатар, сърна; дива свиня; заек; катерица; съсел; вълк, чакал, лисица; дива котка; белка, черен пор, язовец; невестулка (защитен вид); колхидски фазан (отглежда се във фазанарии), яребица, пъдпъдък, гривек, гургулица, гугутка, горски бекас (рядък вид), зеленоглава патица, голяма белочела гъска, зимно бърне, лятно бърне; шаран, каракуда, кефал, червеноперка, уклей.

#### Флора и гори
Площта на горите на територията на община Хисаря е 202 km².
Преобладават следните дървесни видове: бял бор; смърч; бук; келяв габър; акация; габър; черен бор; дугласка ела; зимен дъб; благун; космат дъб; цер; други широколистни видове. 
По бреговете на реките и долната част на склоновете са се настанили някои по-влаголюбиви видове като елши, тополи и трепетлики. Върху най-стръмните терени естествената горска растителност се състои от насаждения с преобладаващи видове – космат дъб и келяв габър, смесени с мъждрян, клен, по-рядко от слабо продуктивни цер, благун, габър, бряст и др. 
В горите никнат различни видове гъби, горски плодове и билки като: жълт кантарион, червен кантарион, съсънка, бял равнец, жълт равнец, иглика, мащерка, ружа, бъз, шипка, глог, липов цвят и много други.

#### Защитени местности
- Защитена местност „Барикадите“ – прекатегоризирана е със заповед № РД – 332/31.03.2003 г. на министъра на Околната среда и водите от историческо място със същото име, обявено със заповед № 77/03.02.1986 г. на председателя на КОПС, в защитена местност. Намира се в землищата на гр. Копривщица, община Копривщица и на село Старосел, община Хисаря. Защитената местност е с площ 119,7 ха и е обявена за такава с цел опазване на вековна букова гора и характерен ландшафт с широколистни гори и ливадни съобщества;
- Защитена местност „Чивира “ – прекатегоризирана е със заповед № РД – 326/31.03.2003 г. на министъра на Околната среда и водите от историческо място със същото име, обявено със заповед № 356 от 05.02.1966 г. на председателя на КГГП в защитена местност. Намира се в землищата на с. Старосел, община Хисаря и с. Каравелово, община Карлово. Площта на защитената територия е 106,5 ха. Обявена е за такава с цел опазване на вековната букова гора и характерен ландшафт с широколистни горски и ливадни съобщества;
- Природната забележителност „Дванадесетте дръжкоцветни дъба“ – обявена е за такава със Заповед № 18/8 януари 1981 г. на КОПС при МС. Намира се в местността „Гереня“, землището на с. Паничери, община Хисаря. Площта на природната забележителност е 20 ха. Частна собственост. Съгласно изискванията на Закона за защитените територии, природната забележителност следва да бъде категоризирана в защитена местност. Дъбовете с чаплова колония, които са на възраст над 200 г., се намират в частни ливади, които през есенно-зимния период се използват за пасище от местното население.[1]

### Населени места
Общината се състои от 12 населени места. Списък на населените места, подредени по азбучен ред, население и площ на землищата им:
| Населено място | Пребр. на населението през 2021 г. | Площ на землището (в км2) | Забележка (старо име)      | Населено място | Пребр. на населението през 2021 г. | Площ на землището (в км2) | Забележка (старо име)    |
| Беловица       | 255                                | 55,229                    | Дъбги герен, Бяловица      | Ново Железаре  | 200                                | 18,798                    | Демирджилер – Нова махла |
| Красново       | 652                                | 54,394                    |                            | Паничери       | 795                                | 33,550                    | Паничере                 |
| Кръстевич      | 385                                | 47,777                    | Горно Османово, Кръстьович | Старо Железаре | 472                                | 34,209                    | Демирджилере             |
| Мало Крушево   | 110                                | 10,836                    | Армутлии, Крушово          | Старосел       | 970                                | 127,069                   | Старо ново село          |
| Михилци        | 181                                | 26,238                    |                            | Хисаря         | 6127                               | 90,115                    | Хисар-Момина баня        |
| Мътеница       | 104                                | 33,035                    | Айрене                     | Черничево      | 341                                | 18,297                    | Дудене                   |

## Административно-териториални промени
- приказ № 88/обн. 18.02.1885 г. – преименува с. Горно Османово на с. Кръстьович;
- през 1892 г. – преименувано е с. Армутлии на с. Крушово от населението без административен акт;
- през 1900 г. – заличено е с. Саламатларе без административен акт поради изселване;
- МЗ № 2820/обн. 14.08.1934 г. – преименува с. Дълги герен на с. Бяловица;

– преименува с. Синджирлии на с. Веригово;
– преименува с. Даваджово на с. Миромир;
– преименува с. Хисар кюселере на с. Момина баня;
– преименува с. Айрене на с. Мътеница;
– преименува с. Демирджилер – Нова махла на с. Ново Железаре;
– преименува с. Демирджилере на с. Старо Железаре;
– преименува с. Старо ново село на с. Старосел;
– преименува с. Дудене на с. Черничево;
- Указ № 50/обн. 04.07.1942 г. – обединява селата Хисар и Момина баня в едно ново населено място – с. Хисар-Момина баня;
- през 1956 г. – осъвременено е името на с. Кръстьович на с. Кръстевич без административен акт;
- Указ № 546/обн. 15.09.1964 г. – преименува с. Хисар-Момина баня на с. Хисаря и го признава за гр. Хисаря;
- Указ № 960/обн. 4 януари 1966 г. – отстранява грешката в името на с. Бяловица на с. Беловица;

– уточнява името на с. Паничере на с. Паничери;
- Указ № 1055/обн. 17.12.1968 г. – преименува с. Крушово на с. Мало Крушево;
- Указ № 757/обн. 08.05.1971 г. – заличава селата Веригово и Миромир и ги присъединява като квартали на гр. Хисаря.

## Население

### Етнически състав
Преброяване на населението през 2011 г.
Численост и дял на етническите групи според преброяването на населението през 2011 г., по населени места (подредени по численост на населението):
| Населено място | Численост | Численост | Численост | Численост | Численост | Численост           | Численост     | Населено място | Дял (в %) | Дял (в %) | Дял (в %) | Дял (в %) | Дял (в %)           | Дял (в %)     |
| Населено място | Общо      | Българи   | Турци     | Цигани    | Други     | Не се самоопределят | Не отговорили | Населено място | Българи   | Турци     | Цигани    | Други     | Не се самоопределят | Не отговорили |
| Общо           | 12 600    | 11 268    | 83        | 471       | 13        | 28                  | 737           | 100.00         | 89.42     | 0.65      | 3.73      | 0.10      | 0.22                | 5.84          |
| -------------- | --------- | --------- | --------- | --------- | --------- | ------------------- | ------------- | -------------- | --------- | --------- | --------- | --------- | ------------------- | ------------- |
| Хисаря         | 7128      | 6586      | 22        | 170       | 8         | 21                  | 321           | Хисаря         | 92.39     | 0.30      | 2.38      | 0.11      | 0.29                | 4.50          |
| Старосел       | 1210      | 1125      | 5         | 13        |           |                     | 65            | Старосел       | 92.97     | 0.41      | 1.07      |           |                     | 5.37          |
| Паничери       | 1002      | 917       | 4         | 46        |           |                     | 34            | Паничери       | 91.51     | 0.39      | 4.59      |           |                     | 3.39          |
| Красново       | 756       | 652       | 40        |           | 0         |                     | 62            | Красново       | 86.24     | 5.29      |           | 0.00      |                     | 8.20          |
| Старо Железаре | 577       | 426       |           | 78        |           | 3                   | 69            | Старо Железаре | 73.83     |           | 13.51     |           | 0.51                | 11.95         |
| Кръстевич      | 418       | 348       | 4         | 63        |           |                     | 1             | Кръстевич      | 83.25     | 0.95      | 15.07     |           |                     | 0.23          |
| Черничево      | 404       | 296       |           | 60        | 0         |                     | 46            | Черничево      | 73.26     |           | 14.85     | 0.00      |                     | 11.38         |
| Беловица       | 340       | 301       | 5         | 12        | 0         | 0                   | 22            | Беловица       | 88.52     | 1.47      | 3.52      | 0.00      | 0.00                | 6.47          |
| Ново Железаре  | 287       | 272       | 0         | 11        |           |                     | 3             | Ново Железаре  | 94.77     | 0.00      | 3.83      |           |                     | 1.04          |
| Михилци        | 218       | 200       | 0         | 17        |           |                     | 0             | Михилци        | 91.74     | 0.00      | 7.79      |           |                     | 0.00          |
| Мало Крушево   | 163       | 53        | 0         | 0         | 0         | 0                   | 110           | Мало Крушево   | 32.51     | 0.00      | 0.00      | 0.00      | 0.00                | 67.48         |
| Мътеница       | 97        | 92        |           |           | 0         |                     | 4             | Мътеница       | 94.84     |           |           | 0.00      |                     | 4.12          |

## Туризъм

### Видове туризъм
- балнеотуризъм – на базата на минералните извори в град Хисаря и село Красново са построени много балнеоцентрове и санаториуми. Провеждат се лечебни процедури при редица заболявания. В новите хотели се предлагат и спа-процедури за релакс и удоволствие – ароматерапия, таласотерапия, фитотерапия, класически и източни масажи, музикотерапия и други. Лечебният ефект на хисарската минерална вода е научно доказан;
- конгресен туризъм – в град Хисаря има много добри условия за конгреси, семинари и делови срещи. В големите хотели има оборудвани зали с модерна техника, предлагат се допълнителни услуги и високо качество на обслужването. Организират се съпътстващи спортни и развлекателни програми;
- еко- и пешеходен туризъм – около Хисаря и в селата, разположени в подножието на Средна гора има добри възможности за леки пешеходни преходи, наблюдения на птици, диви животни и защитени растителни видове в естествената им среда. Хижите са подходящи за еко-семинари и „горски училища“;
- селски туризъм – в малките села в подножието на Средна гора има стари къщи, запазени традиции и богата история. Анимационните програми на Информационния туристически център предлагат запознаване с бита и обичаите на местното население; изучаване на традиционни занаяти, народни танци и българска кухня; участие в домашните задължения на стопаните; дегустации на домашни вина;
- ловен туризъм – общината има идеални условия за лов и риболов – 4 ловни полета с разнообразен дивеч и десетки чисти и зарибени язовири. Ловното дружество разполага с техника и водачи.[1]

## Култура и изкуство
- Тракийски култов комплекс;
- Римска гробница;
- Тракийска каменна обсерватория;
- Минерален извор „Момина сълза“;
- Минерален извор „Момина баня“;
- Камилите – така се нарича най-голямата порта на Хисарската крепост. Тя е с височина 13 м и представлява южния вход на древен Диоклецианопол. До Камилите Иван Вазов написва стихотворението „Отечество любезно“.[4]

## Транспорт
В югоизточната част на общината преминава последният участък от 11 km от трасето на жп линията Долна махала – Хисаря.
През общината преминават частично или изцяло 4 пътя от Републиканската пътна мрежа на България с обща дължина 69,4 km:
- участък от 4,1 km от Републикански път II-64 (от km 9,6 до km 13,7);
- участък от 23,6 km от Републикански път III-606 (от km 39,2 до km 62,8);
- началният участък от 20 km от Републикански път III-642 (от km 0 до km 20,0);
- целият участък от 21,7 km от Републикански път III-6061.

## Топографски карти
- Лист от карта K-35-49. Мащаб: 1 : 100 000.
- Лист от карта K-35-50. Мащаб: 1 : 100 000.

## Библиотеки и читалища
- Библиотека „Иван Вазов“ – гр. Хисаря;

- НЧ „Гео Милев – 1907 г.“ – с. Старосел;

- НЧ „Искра – 1938 г.“ – гр. Хисаря;

- НЧ „Соколов – 1919 г.“ – с. Паничери;

- НЧ „Отец Паисий – 1926 г.“ – с. Красново;

- НЧ „Антон Билкин – 1929 г.“ – гр. Хисаря;

- НЧ „Ечо Неделев – 1931 г.“ – с. Черничево;

- НЧ „Иван Вазов – 1904 г.“ – гр. Хисаря;

- НЧ „Искра – 1938 г.“ – гр. Хисаря;

- НЧ „Л. Каравелов – 1910 г.“ – с. Беловица;

- НЧ „Н. Й. Вапцаров – 1927 г.“ – гр. Хисаря;

- НЧ „Н. Й. Вапцаров – 1928 г.“ – с. Ново Железаре;

- НЧ „Светлина – 1938 г.“ – с. Мало Крушево;

- НЧ „Страхил – 1903 г.“ – с. Кръсевич;

- НЧ „Тодор Д. Пашкулов – 1928 г.“ – с. Старо Железаре;

- НЧ „Хр. Ботев – 1925 г.“ – с. Михилци.[5]

## Социални дейности
- Център за Обществена подкрепа[неработеща препратка];

- Дом за стари хора „Иван Рилски“ – с. Старосел[неработеща препратка];

- Дневен център за стари хора – с. Старосел[неработеща препратка];

- Дневен център за стари хора – гр. Хисаря[неработеща препратка];

- Домашен социален патронаж[неработеща препратка];

- Инициатива „Осигуряване на топъл обяд в община Хисаря“[6]

## Здравеопазване
- Общински „Медицински център-І Хисар“ ЕООД – осигурява специализирана помощ и диагностика;

- Болница за рехабилитация ВМА – София – филиал Хисар;

- Болница за рехабилитация МВР – филиал Хисар;

- Болница за рехабилитация СБРНК – филиал Хисар.

Всички болнични заведения разполагат с добре оборудвани бази за физиотерапия и балнеология, даващи възможност за профилактика и лечение на редица заболявания.